# 民社国連立政権

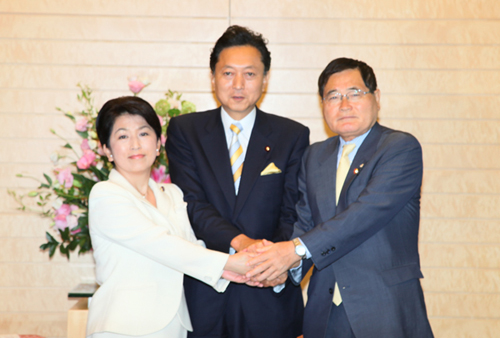
内閣総理大臣兼民主党代表鳩山由紀夫（中央）、社会民主党党首福島瑞穂（左）、国民新党代表亀井靜香（右）（2009年9月16日、総理大臣官邸にて）

民社国連立政権（みんしゃこくれんりつせいけん）は、民主党・社会民主党・国民新党による2009年（平成21年）9月から2010年（平成22年）5月までの連立政権。

## 概要
2009年の衆院選で大勝した民主党が中心となり発足した連立政権で、自公連立政権から政権交代した。1993年（平成5年）の細川内閣以来の非自民・非共産連立政権であり、自民党以外の衆議院第一党が主導する初の政権である（細川内閣〜羽田内閣では、野党ながらも衆議院第一党は自民党であった）。
この衆院選で、選挙協力をし統一会派を組む新党日本と新党大地も連立政権に参加した。その一方で2007年の参院選で民主党・社民党・国民新党と選挙協力をした沖縄社会大衆党は日本共産党とも選挙協力をしていたため連立政権に参加していない。
2010年（平成22年）5月に社民党が自主離脱し、民国連立政権に移行し終焉した。

## 連立合意まで

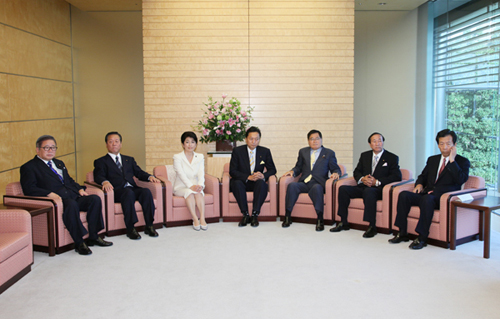
民主党代表鳩山由紀夫（中央）、民主党幹事長小沢一郎（左から2人目）、社会民主党党首福島瑞穂（左から3人目）、社会民主党幹事長重野安正（右から2人目）、国民新党代表亀井靜香（右から3人目）、国民新党幹事長自見庄三郎（左端）、内閣官房長官に内定した平野博文（右端）（2009年9月16日、総理大臣官邸にて）

自公政権からの政権交代を旗印に掲げていた野党第一党の民主党は、仮に第45回衆議院議員総選挙で政権交代を成し遂げ衆議院で単独過半数となっても、国民新党・新党日本と統一会派を組んでいる参議院では過半数に届かず、他の野党会派と協力しなければならない不安定な状況にあった。そのため、民主党は共闘している他の野党、特に、社民党・国民新党との連立を模索していた。
そして、実際に2009年（平成21年）8月30日の第45回衆議院議員総選挙で308議席を獲得し圧勝した民主党は、国会の衆参両院で第1会派に躍進。改めて、社民党と国民新党との連立政権を樹立させる考えを示し、選挙後に3党で連立政権樹立のための協議に入った。
3党の連立協議の中では、外交政策・安全保障政策・環境政策において協議が難航した。特に難航したのは、社民党が、アメリカ軍普天間飛行場のキャンプ・シュワブ沿岸部への移設計画見直しと、日米地位協定改定を合意文書に明記するよう要望した問題で、最終的に民主党が社民党の要求を受け入れる形となった。9月9日に合意に達し、民主党の鳩山由紀夫代表・社民党の福島瑞穂党首・国民新党の亀井静香代表が合意文書に署名した。
しかし、普天間基地移設問題は、結果的に政権の足を引っ張る形となった。2010年（平成22年）5月28日、鳩山は最終的に「県外・国外移転」を断念し、自公政権時代に作られた案に近い新たな内容で最終決着とする方針を固め、閣議で同意の署名を求めたが、これに福島瑞穂が最後まで同意しなかったため、鳩山は福島内閣府消費者・少子化担当特命大臣を罷免する措置を取った。
社民党はその直前に「福島が罷免されたらもはや連立を組む意味無し」として連立から離脱する方針を国会議員の中で固めた。5月30日の全国幹事長会議を経て、正式に離脱を決定し8ヶ月という短い間の3党連立は幕を下ろした。
以降、2012年（平成24年）12月の第46回衆議院議員総選挙で大敗して下野するまでは民主党・国民新党の2党連立による民国連立政権だった。